# Alice i Underlandet (film, 2010)
Den här artikeln handlar om filmen Alice i Underlandet. För andra betydelser, se Alice i Underlandet (olika betydelser).
Alice i Underlandet (engelska: Alice in Wonderland) är en amerikansk familje-, äventyrs- och fantasyfilm från 2010. Filmen regisserades av Tim Burton och hade biopremiär den 3 mars 2010 i Sverige och släpptes på DVD och Blu-ray den 30 juni 2010 i Sverige. Tim Burton regisserar sin egen tolkning av Alice i Underlandet som baserar sig på de klassiska böckerna av Lewis Carroll: Alice i Underlandet och Alice i Spegellandet, men denna filmen berättar en helt ny historia. Filmen är tillåten från 11 år.
En uppföljare Alice i Spegellandet hade premiär 2016.

## Handling
Livet kommer att ta en överraskande vändning för 19-åriga Alice Kingsleigh (Mia Wasikowska). När hon en dag följer efter en vit kanin (Michael Sheen) när denne är på väg hem, försvinner han ner i sitt kaninhål och Alice följer efter ner genom hålet. Hon faller, faller länge och efter det är ingenting sig likt igen. Det Alice inte kommer ihåg är att hon en gång redan har varit i Underlandet när hon var liten. När hon är i Underlandet träffar hon en uppsjö speciella invånare den galne hattmakaren (Johnny Depp), Filurkatten (Stephen Fry), den storrökande blå larven Absolem (Alan Rickman), Den Vita Drottningen (Anne Hathaway) och dennas ondskefulla yngre syster, Den Röda Drottningen (Helena Bonham Carter), som är den griniga härskarinnan av Underlandet.

## Rollista (i urval)
| Roll                                    | Skådespelare           | Svensk röst |
| Alice Kingsleigh                        | Mia Wasikowska         | Amanda Renberg |
| Iracebeth, Den Röda Drottningen         | Helena Bonham Carter   | Sharon Dyall |
| Tarrant Hightopp, den galne hattmakaren | Johnny Depp            | Jonas Malmsjö |
| Mirana, Den Vita Drottningen            | Anne Hathaway          | My Bodell |
| Ilosovic Stayne, hjärter knekt          | Crispin Glover         | Shebly Niavarani |
| Absolem                                 | Alan Rickman (röst)    | Rikard Wolff |
| Chesierekatten                          | Stephen Fry (röst)     | Claes Ljungmark |
| Sovmusen                                | Barbara Windsor (röst) | Anita Molander |
| Marsharen                               | Paul Whitehouse        | Ola Forssmed |
| Tweedledee och Tweedledum               | Matt Lucas             | Anders Öjebo |
| Övriga röster                           |                        | Anders Beckman Bengt Skogholt Iwa Boman Göran Forsmark Göran Thorell Louise Raeder Ole Ornered Per Sandborgh Sten Ljunggren Stephan Karlsén Vicki Benckert |

## Mottagande
Filmen belönades 2011 med två stycken Oscars för Bästa scenografi och Bästa kostym.